# Jane Ross
Pour l’article homonyme, voir Jane Ross (collecteuse).
Jane Ross est une footballeuse internationale écossaise née le 18 septembre 1989 à Rothesay. Actuellement avec Rangers, elle joue au poste d'attaquant.

## Carrière
Jane Ross commence sa carrière avec Glasgow City où elle remporte six championnats d'Écosse de première division, trois Coupes d'Écosse et trois Coupes de la Ligue. Elle signe ensuite, fin 2012, avec le club suédois Vittsjö GIK. En novembre 2015, elle rejoint Manchester City où elle reste jusqu'au 30 mai 2018. Elle a inscrit 25 buts en 61 matches.
Le 9 juillet 2018, elle rejoint West Ham, club de FA Women's Super League.
Elle signe avec Manchester United le 4 juillet 2019.
Elle retourne en Ecosse le 6 juillet 2021 en signant avec les Rangers

### En sélection
Jane Ross a joué 14 matches avec les U19 de l'Écosse, inscrivant 5 buts. Elle a fait ses débuts pour les A le 10 mars 2009 contre l'Angleterre et marque son premier but lors de sa troisième sélection, contre Danemark, pour sa première titularisation. Elle atteint les 100 sélections le 3 mars 2017, à seulement 27 ans.
Elle a terminé co-meilleure buteuse des éliminatoires de l'Euro 2017 avec 10 buts.
Elle participe à l'Euro 2017 mais se blesse lors du premier match et est indisponible pour les deux suivants.
Elle fait partie du groupe pour la Coupe du Monde 2019. Elle ne prend part qu'à un match, contre le Japon, et ne marque aucun but. L'Ecosse est éliminée au premier tour.

## Palmarès
Glasgow City
- Scottish Womens Premier League en 2008, 2009, 2009[11], 2010, 2011, 2012.
- Scottish Cup en 2009, 2011, 2012.
- Scottish League Cup en 2009, 2009, 2012.

 Manchester City
- WSL1 en 2016
- FA Women's Cup en 2017
- FA Women's League Cup en 2016

 West Ham
- Finaliste de la Coupe d'Angleterre en 2019

### Distinctions personnelles
- Membre de l'équipe-type de FA WSL 1 en 2016.
- Joueuse de l'année élue par les joueuses à Glasgow City en 2017[12].

## Vie personnelle
Petite, elle supportait les Rangers et son joueur préféré était Zinédine Zidane. Aujourd'hui, ses références sont Sergio Agüero et Luis Suarez.